# Force des Nations unies chargée d'observer le désengagement
La Force des Nations unies chargée d'observer le désengagement (ou FNUOD) a été établie  par la Résolution 350 en date du 31 mai 1974 pour mettre en œuvre la résolution 338 en date du 22 octobre 1973, par le Conseil de sécurité de l'ONU, afin de contrôler l'application du cessez-le-feu entre les forces israéliennes et syriennes dans le No Man's Land situé sur le plateau du Golan, né à la suite de la guerre du Kippour en 1973.

## Historique

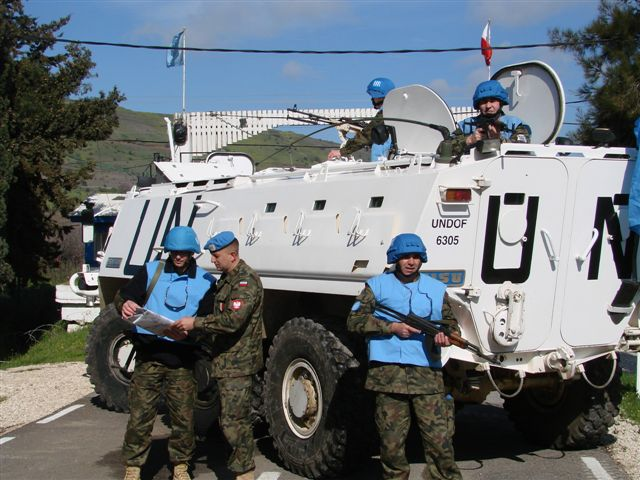
Patrouille polonaise de la FNUOD.

Israël et la Syrie s'étaient engagés à démilitariser le plateau du Golan par l'Accord sur le dégagement des forces israéliennes et syriennes. Par la résolution 350 du 31 mai 1974, le Conseil de sécurité des Nations unies entend faire respecter cet accord ainsi que la zone de séparation et de limitation d'armes située sur les hauteurs du Golan.

### Guerre de Syrie
La guerre civile en Syrie fait du plateau du Golan une zone dangereuse. La partie syrienne (ni sous contrôle d'Israël ni de l'ONU) est régulièrement reconquise par les forces loyalistes ou les rebelles. Les hommes de la FNUOD ont plusieurs fois été pris en otage par des forces rebelles puis libérés, mais ne déplorent aucune perte.
Le Canada, le Japon, puis l'Autriche retirent leurs soldats durant l'année 2013. Le retrait des troupes autrichiennes a pour cause le danger que la guerre syrienne leur fait courir, et à plus faible raison son désaccord avec les projets de la France et du Royaume-Uni d'armer les rebelles syriens.
La Russie a proposé d'envoyer 300 soldats pour les remplacer, mais cette proposition a été refusée. Le mandat de la FNUOD établit en effet que les pays participants ne puissent être membres permanents du Conseil de sécurité de l'ONU.
Le 9 décembre 2024, au lendemain de la chute du régime Assad, Tsahal pénètre dans la zone démilitarisée contrôlée par la FNUOD afin de mener des frappes en Syrie ; Benyamin Netanyahou, Premier ministre d'Israël, en profite pour réaffirmer la souveraineté d'Israël sur le plateau du Golan — illégale aux yeux du droit international. Cette incursion est dénoncée par l'ONU, l'Arabie saoudite, la Jordanie, le Hamas ou encore le Hezbollah comme une « violation » de la résolution 350 .

### La journée du 28 août
Le 28 août 2014, le Front al-Nosra, la branche syrienne d'Al-Qaïda, parvint à repousser l'armée loyaliste du Golan. 45 Casques bleus fidjiens, ayant reçu l'ordre de ne pas opposer de résistance, sont alors capturés. Les soldats philippins refusèrent cependant cet ordre et combattirent pour maintenir les islamistes à distance. Ce comportement leur vaudra des reproches de l'ONU mais un statut de héros dans leur propre pays. Les tensions qui en découlèrent aboutirent plus tard au retrait des Philippins.
L'évacuation de tous les soldats hors des zones sous contrôle du Front al-Nosra réclama des opérations de sauvetage extrêmement risquées. Les soldats irlandais réussirent à rejoindre les Philippins pour les évacuer. Pour ce faire, ils reçurent l'aide de soldats israéliens venus à leur rencontre pour les guider, du fait de leur meilleure connaissance des positions islamistes. Commentary magazine relève l'ironie de cette intervention : l'Irlande fait en effet partie des pays les plus critiques envers Israël, et le rôle de la FNUOD est justement d'empêcher l'intrusion des forces syriennes ou israéliennes dans la zone gardée.
La Syrie contribua également à l'évacuation des casques bleus.
Les Casques bleus fidjiens ont quant à eux été libérés après négociations avec l'ONU. Dans un premier temps, le Front al-Nosra avait réclamé en contrepartie une aide humanitaire et son retrait de la liste des organisations terroristes de l'ONU.

### Retrait et occupation israélienne

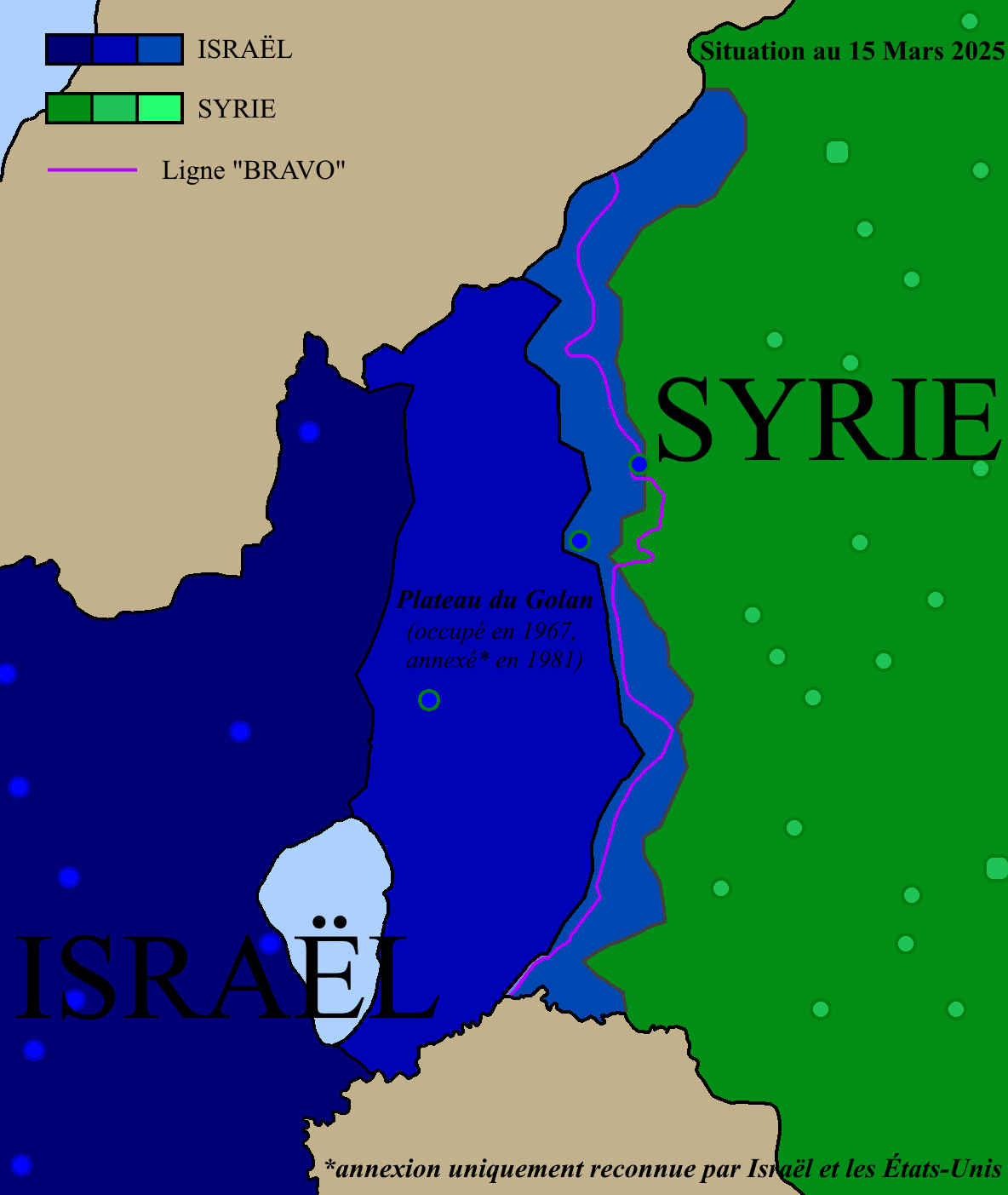
Extension de l'occupation israélienne en Syrie depuis 2024, couvrant la quasi-totalité de l'ancienne zone démilitarisée.

Le 15 septembre 2014, le personnel de la FNUOD a quitté ses positions et s'est rendu en Israël bien que son mandat venait d'être renouvelé pour six mois, jusqu'au 31 décembre 2014.
La raison du départ n'a pas été communiquée par les Nations unies, mais le but évident est de s’éloigner de la zone des combats qui opposent les soldats de l'armée régulière syrienne et les rebelles. Le danger est d'autant plus important que les rebelles islamistes, dont ceux du Front al-Nosra, sont en passe de prendre le contrôle de la province de Kuneitra, dans la partie du Golan non occupée par Israël.
Malgré cela, l'Irlande a confirmé que ses troupes resteraient sur le Golan.
Depuis le Golan sous contrôle israélien, la FNUOD continue de jouer son rôle d'observateur et a dénoncé à ce titre des échanges entre Israël et les rebelles syriens. En 2015, le ministère de la défense israélien reconnaît finalement cette aide, expliquant obtenir en contrepartie la promesse d'une tenue des combats à l'écart de la frontière, et celle de la non-agression des Druzes.

## Organisation
Le Quartier général de la FNUOD est situé à Camp Faouar. En tout, les effectifs atteignent 961 personnes au 31 août 2017, réparties entre soldats (830) et personnel civil international (46) et local (85). Au 12 décembre 2021, 52 militaires, 2 civils étrangers et 2 civils locaux avaient perdu la vie au cours de cette mission.
La majorité des soldats du bataillon de logistique de la FNUOD sont des Népalais. Les pays membres permanents du Conseil de sécurité des Nations unies ne peuvent participer. Selon le site des Nations Unies sur les opérations de maintien de la paix (OMP), 58 membres du personnels de la mission sont morts.
L'Autriche et la Pologne ont chacune affecté un bataillon d'infanterie pour exécuter des patrouilles et observer la zone de séparation entre les deux pays en conflit en 2008. La Croatie participe également à la mission, sa compagnie de soldats faisant partie du bataillon autrichien. En 2012, c'est un bataillon des Philippines qui a remplacé l'unité polonaise.

### Commandement
Le commandement de la FNUOD a été assuré par :
- 17 janvier 2007 : Général-Major Wolfgang Jilke ( Autriche)
- Général Natalio C. Ecarma ( Philippines)
- 13 août 2012 : Général de division Iqbal Singh Singha ( Inde)
- 19 janvier 2015 : Général de division Purna Chandra Thapa ( Népal)[20]
- depuis le 2 février 2016 : Général de division Jai Shanker Menon ( Inde)[21]

### Pays participants

Ruban de la Médaille de FNUOD

| Pays               | Soldats | Officiers d'État-major | Total |
| ------------------ | ------- | ---------------------- | ----- |
| Bhoutan            | 0       | 3                      | 3     |
| Fidji              | 285     | 16                     | 301   |
| Finlande           | 0       | 2                      | 2     |
| Inde               | 192     | 12                     | 204   |
| Irlande            | 130     | 6                      | 136   |
| Népal              | 169     | 11                     | 180   |
| Pays-Bas           | 0       | 2                      | 2     |
| République tchèque | 0       | 2                      | 2     |
| Total              | 776     | 54                     | 830   |